# Pojánarekiceli
Pojánarekiceli (románul: Poiana Răchițelii) falu Romániában, Erdélyben, Hunyad megyében.

## Fekvése
Vajdahunyadtól nyugatra fekvő település.

## Története
Pojánarekiceli nevét 1506-ban említette először oklevél v. Rekeze néven. 1506-ban és 1510-ben v. Rekeche néven Hunyadvár tartozékaként említették. 1850-ben Polyana Retyczeli, Pojana Retyzeli, 1888-ban RekiczeliPojána, 1913-ban pedig Pojanarekiceli formában említették.
A trianoni békeszerződés előtt Hunyad vármegye Vajdahunyadi járásához tartozott.